# 4119-es mellékút (Magyarország)
A 4119-es számú mellékút egy bő 11 kilométeres hosszúságú, négy számjegyű mellékút Szabolcs-Szatmár-Bereg vármegye keleti részén: Vásárosnaménytól húzódik Panyola központjáig.

## Nyomvonala
Vásárosnamény belterületének déli részén, az 1969 óta a városhoz tartozó Vitka településrészen ágazik ki a 4117-es útból, annak kicsivel a második kilométere után, déli irányban, a Kazinczy Lajos út nevet viselve. Bő fél kilométer után hagyja el a város utolsó házait, nem sokkal ezután pedig már Olcsva lakott területei között jár, Vitkai utca néven. 1,9 kilométer után keletebbnek fordul, áthalad a Kraszna folyó fölött, a túlparti településrészen pedig a Kölcsey utca nevet veszi fel. Kevéssel a harmadik kilométere előtt lép ki a belterületről, majd eléri a Szamost, amit komppal szel át.
A folyó túlsó partján már Olcsvaapáti határai között halad, e községet nagyjából 3,4 kilométer után éri el, a belterületen előbb Kossuth utca, majd Petőfi utca néven húzódik. Körülbelül 5,2 kilométer után lép ki e község házai közül, de csak 8,2 kilométer megtételét követően hagyja maga mögött teljesen e települést és lép ár Panyola területére. E község központjában ér véget, beletorkollva a 4118-as útba, annak a 8+250-es kilométerszelvénye közelében.
Teljes hossza, az országos közutak térképes nyilvántartását szolgáló kira.kozut.hu adatbázisa szerint 11,283 kilométer.

## Története
2021-ben Olcsva és Olcsvaapáti között egy Szamos-híd építését kezdték tervezni a 4119-es úton, ami jelentős lökést adhat úgy a Vásárosnamény és Fehérgyarmat közé beékelődött települések fejlődésének, mint a két város közti közlekedési kapcsolatok javulásának is.

## Települések az út mentén
- Vásárosnamény
- Olcsva
- Olcsvaapáti
- Panyola